# Margaret's Children
Margaret’s Children is het twaalfde muziekalbum van Guy Manning. Het verscheen onder zijn bandnaam Manning. Margaret’s Children is het vervolg op Anser's Tree. Het is opnieuw een familiegeschiedenis, waarvan Manning kond doet. Het is het twaalfde album in twaalf jaar van deze artiest, die af en toe ook nog in The Tangent speelde.

## Musici
- Guy Manning: akoestische en elektrisch gitaar, basgitaar, slagwerk, toetsinstrumenten, bouzouki, mandoline en zang

- Chris Catling: elektrische gitaar en zang
- Kev Currie: elektrisch gitaar en zang
- Steve Dundon : dwarsfluit
- Kris Hudson-Lee: basgitaar
- Julie King: zang, eerste zangstem op A night at the Savoy, 1933
- Tim Leadbeater: piano (tracks 4 en 7), elektrische piano (track 1)

met
- John Kennard: zang, darbuka en programmeerwerk voor drums
- Marek Arnold: sopraansaxofoon, altsaxofoon, tenorsaxofoon en klarinet
- Ian Fairbairn: fiddle
- Kathy Hampson: cello
- Leon Camfield: percussie
- Mark Woodward: viool
- Phideaux: Master of Ceremony in A night at the Savoy

## Track listing
| Nr. | Titel                                                   | Duur  |
| --- | ------------------------------------------------------- | ----- |
| 1.  | Fleming Barras (1645-????) (The year of wonders)        | 9:49  |
| 2.  | Jorgen Barras (1834-1900) (Revelation Road)             | 5:11  |
| 3.  | Amy Quartermaine (1862-1916) (A perfect childhood)      | 17:05 |
| 4.  | Harriet Horden (1912-1955) (A night at the Savoy)       | 5:05  |
| 5.  | James Fairfax (1922-1945) (An average man)              | 6:31  |
| 6.  | Amelia Fairfax (1926-2010) (Black silk sheets of Cairo) | 7:58  |
| 7.  | David Logan (1967-2022) (The southern waves)            | 8:47  |